# وینسنت سی اوگنا
وینسنت سی اوگنا (انگلیسی: Vincent Cé Ougna؛ زادهٔ ۳ اکتبر ۱۹۸۵) بازیکن فوتبال اهل فرانسه است.
از باشگاه‌هایی که در آن بازی کرده‌است می‌توان به باشگاه فوتبال ستاره سرخ و باشگاه فوتبال کلرمون فوت اشاره کرد.